# Si tu savais (chanson)
Pour les articles homonymes, voir Si tu savais.
Singles de Shy'm
La Première Fois
(2008) Step Back
(2009)
Si tu savais est le second single extrait du deuxième album studio Reflets de la chanteuse française de RnB Shy'm.
Si tu savais a été chantée par Shy’m uniquement lors de la tournée du Shimi Tour de 2011 à 2013.

## Clip vidéo
Django Reinhardt "si tu savais" 
Le clip est arrivé sur YouTube et sur les chaines musicales fin novembre 2008.

## Classements
| Classement (2008-2009)                  | Meilleure position |
| --------------------------------------- | ------------------ |
| Belgique (Wallonie Ultratip 50)         | 1                  |
| Belgique (Wallonie Ultratop 50 Singles) | 40                 |
| France (SNEP)                           | 2                  |
| Suisse (Schweizer Hitparade)            | 91                 |